# مددکاری اجتماعی بالینی
مددکاری اجتماعی بالینی (انگلیسی: Clinical Social Work) به‌عنوان حوزه تخصصی از کار مددکاری اجتماعی تعریف می‌شود که شامل تشخیص، درمان و پیشگیری از بیماری‌های روانی است و همچنین به افراد کمک می‌کند تا با چالش‌های روانشناختی، عاطفی، رفتاری یا اجتماعی، که بر کیفیت زندگی آنها تأثیر می‌گذارد، مقابله کنند. این چالش‌ها شامل تروما، دعوای خانوادگی، بیماری جسمانی و شرایط سخت زندگی از قبیل بی‌کاری و اعتیاد به مواد است. مددکاران اجتماعی بالینی معمولاً از درمان فردی، درمان گروهی یا مسئولیت‌های مدیریت موارد مختلف برای حمایت از مددجویان خود استفاده می کنند؛ مسئولیت‌های دقیق مددکاران اجتماعی بالینی به محیط کار و افرادی که به آنها خدمت‌رسانی می‌کنند، بستگی دارد. مددکاران اجتماعی بالینی در محیط‌های بسیار متنوعی از قبیل بخش‌های بیمارستان (از مراقبت حاد کودکان تا آنکولوژی، بخش قلب، اورژانس و پزشکی سالمندی)، مراکز سلامت اجتماعی، اداره‌های رفاه کودکان، برنامه‌های کمک به شاغلین، مدارس، درمانگاه‌های مراقبت‌های بهداشتی اولیه، کلینیک‌های درمان اعتیاد و سوءمصرف مواد، برنامه‌های درمان اختلالات خوردن (مربوط به سوءتغذیه)، مراکز اصلاح و تربیت و محیط‌های مراقبت بیمارستانی و آسایشگاهی، اما نه محدود به این موارد، کار می‌کنند. مددکاران اجتماعی بالینی که دارای مجوز (LCSWs) هستند می توانند وارد بخش خصوصی شوند.
مددکاران اجتماعی بالینی در شرایط بسیار مختلفی کار می‌کنند و اغلب جزء برخی از اولین متخصصانی هستند که به افراد کمک می‌کنند تا شرایط دشوار زندگی را مدیریت کنند و با آن مقابله کنند. در حالی که معمولاً مأموریت اصلی آنها شناسایی چالش‌های روانی و عاطفی افراد و کمک آنها در زمینه مقابله با این سختی‌ها مقابله است. آنها می‌توانند انواع مختلف وظایف را، بسته به محیط کارشان، انجام دهند که ارزیابی و تشخیص و درمان در صدر آنها قرار دارد.